# Норквеј (Саскачеван)
Норквеј или Норки (енгл. Norquay) је малено урбано насеље са административним статусом варошице у источном делу канадске провинције Саскачеван. Насеље се налази на раскрсници провинцијских магистралних друмова 8 и 49 на свега 35 км западно од административне границе према провинцији Манитоба. Најближа већа насеља су варошице Камсак, Канора и Присвил.
Привреда насеља почива на пољопривреди, шумарству, лову и риболову.

## Историја
Област око Норквеја почела је да се интензивније насељава почетком прошлог века након градње железничке пруге кроз то подручје. Првобитни досељеници углавном су долазили из источних делова Канаде и САД, да би у периоду између 1906. и 1908. у ово подручје дошла већа група Скандинаваца. Непоследно после Првог светског рата доселила се и мања група Украјинаца. Железница је кроз насеље прошла 1911, а две године касније Норквеј је административно уређен као село. Новооснована урбана заједница име је добила у част некадашњег премијера провинције Манитоба Џона Норквеја (функцију премијера обављао у периоду 1878—1887).
Почетком 40их година прошлог века насеље је имало нешто преко 300 житеља. Након што је почетком 60их година број становника прешао 500 Норквеј је административно уређен као варошица (1963). Демографски максимум Норквеј је доживео 1986. године и тада је у насељу регистровано 575 житеља. 

## Демографија
Према резултатима пописа становништва из 2011. у варошици је живело 435 становника у укупно 219 домаћинстава, што је за 5,6% више у односу на 412 житеља колико је регистровано 
приликом пописа 2006. године.
| 2001. | 2006. | 2011. |
| ----- | ----- | ----- |
| 485   | 412   | 435   |